# قيطاس (كراني)
قیطاس (بالفارسية: قیطاس) هي قرية تقع في إيران في قسم کراني الريفي. يقدر عدد سكانها بـ 93 نسمة بحسب إحصاء 2016.